# Åbo stadsförsamling
Åbo stadsförsamling omfattade hela Åbo stad från medeltiden ända till år 1698 då församlingen delades på språklig basis i en finsk och en svensk församling. Dessa förenades år 1845 till en församling för att igen delas år 1921.

## Historia
Åbo stadsförsamling har senast tillkommit då Åbo domkyrka uppfördes i slutet av 1200-talet. Den grundades på mark som hade utbrutits ur S:t Karins församlings område. Kyrkoherde var prebendaten vid Vårfrualtaret eller Sockenaltaret i domkyrkan, som första gången nämns år 1359. Altaret stod vid den södra pelaren vid ingången till högkoret. Från början av 1400-talet var prebendaten medlem av domkapitlet.
Reformatorerna krävde att folket skulle få höra Guds ord på sitt modersmål men församlingen i Åbo delades inte under 1500-talet. Man nöjde sig med att hålla två gudstjänster efter varandra på finska respektive svenska. Johan III:s plan på att låta bygga en Helgeandskyrka motiverades med att man där skulle kunde hålla gudstjänster på finska men kyrkan färdigställdes inte. Då kyrkoherden i stadsförsamlingen skulle utnämnas var konungens inflytande tydligt. Kyrkoherden var liksom tidigare medlem av domkapitlet och hans prästgård låg sedan 1448 vid Fägatan i Mätäjärvi-kvarteret.
Den odelade stadsförsamlingens prästval förrättades under 1600-talet så att de båda språkgrupperna särskilt framförde sina önskemål vid valet. Också för församlingsvisitationerna och uppbörden  av vissa avgifter var grupperna åtskilda. Vid kyrkoherdevalet 1633-1634 föreslog biskopen att två kyrkoherdar skulle utses men en häftig strid bröt ut i staden som slutade med att riksrådet utsåg en endast svenskkunnig kyrkoherde. Läget ändrade 1640 då Akademien inrättades och kyrkoherden i Åbo utsågs till förste teologie professor och därtill domprost. Detta fortgick till 1698 då riksrådet bestämde att efter en övergångstid den förste teologie professorn skulle vara kyrkoherde i den svenska församlingen och därtill domprost. I den finska församlingen skulle en annan professor vara kyrkoherde. Detta system varade tills universitetet flyttade från orten år 1828. Redan från den nya tidens början fanns det två chorales (stadskaplaner) i den finska delen. De ökades till tre i slutet av 1500-talet och läget var oförändrat ett hundra år senare. För den svenska delen fanns en sacellan (ärkediakon) och från 1691 två kaplaner. Under Stora nordiska kriget minskade kaplanerna med en i vardera församlingen. Stadsborna hade 1645 på egen bekostnad grundat ett hospital med en egen kyrka men 1683 försökte biskopen utse sin egen kandidat till kaplan där. Med risk för att staden skulle dra in sitt ekonomiska stöd fick biskopen finna sig i att stadsbornas kandidat kunde utses. Prästgården låg till år 1642 som tidigare vid Fägatan men därefter vid Kyrkogatan till år 1680. Sedan fick prästerskapet själva söka sin bostad. 
Efter freden i Nystad 1721 fortsatte de två församlingarna sin verksamhet som den hade utformats före kriget. Den svenska församlingen hade två kaplaner av vilka den ena kallades ärkediakon. I den finska församlingen fanns tre kaplaner eller chorales. Dessa valdes på församlingarnas kyrkostämma. Predikanter fanns i spinnhuset under en tid och hospitalet till år 1781. Hospitalet hade en kyrka S:t Mikael som samma år revs som helt förfallen. Det andliga livet präglades under den första tiden efter kriget av pietismens ankomst genom tidigare flyktingar i Stockholm, hemvändande fångar från Sibirien och baltiska flyktingar. Efter att den pietistiska vågen hade lagt sig nåddes Åbo av herrnhutismen som fick ett starkt gensvar i staden men som ebbade ut i slutet av seklet.
Stadsbranden år 1827 och universitetets bortflyttning 1828 gjorde församlingsorganisationen ekonomiskt för tung och de två församlingarna slogs samman år 1845. Därefter hade den finsk-svenska domkyrkoförsamlingen en kyrkoherde som samtidigt var domprost och tre kaplaner. År 1852 införlivades slottsförsamlingen med den förenade församlingen. Den hade sedan medeltiden utöver slottsfolket omfattat folket på  underlydande kungsgårdar, Stor-Heikkilä och Lillheikkilä, samt på öarna Runsala och Beckholmen och hade en egen kaplan. Församlingens enda kyrka till år 1905 var Åbo domkyrka, förutom Slottskyrkan där gudstjänster hölls till år 1891. Ett nytt spinnhus vid Slottsgatan invigdes år 1851 och i dess kyrkorum, spinnhuskyrkan hölls gudstjänster till år 1881. Även vanliga stadsbor deltog i dessa gudstjänster. En ny kyrka, Mikaelskyrkan, stod färdig i slutet av år 1904. Församlingens prästerskap bestod 1845-1905 av kyrkoherden som också var domprost och tre kaplaner. År 1905 utökades antalet kaplaner till sex och församlingen var därefter till medlemsantalet Finlands största. Spinnhuset hade en egen predikant som 1876 också skulle sköta länsfängelset. Samma år fick tukthuset en egen predikant. I Åbo dominerade den evangeliska riktningen i kristendomen men vid sidan av den fanns också en pietistisk inriktning i det religiösa livet. År 1921 delades Åboförsamlingen i fyra: Domkyrkoförsamlingen, Mikaels och Martins församlingar samt den svenska församlingen. Alla församlingar hör idag till Åbo och S:t Karins kyrkliga samfällighet. 

## Bilder

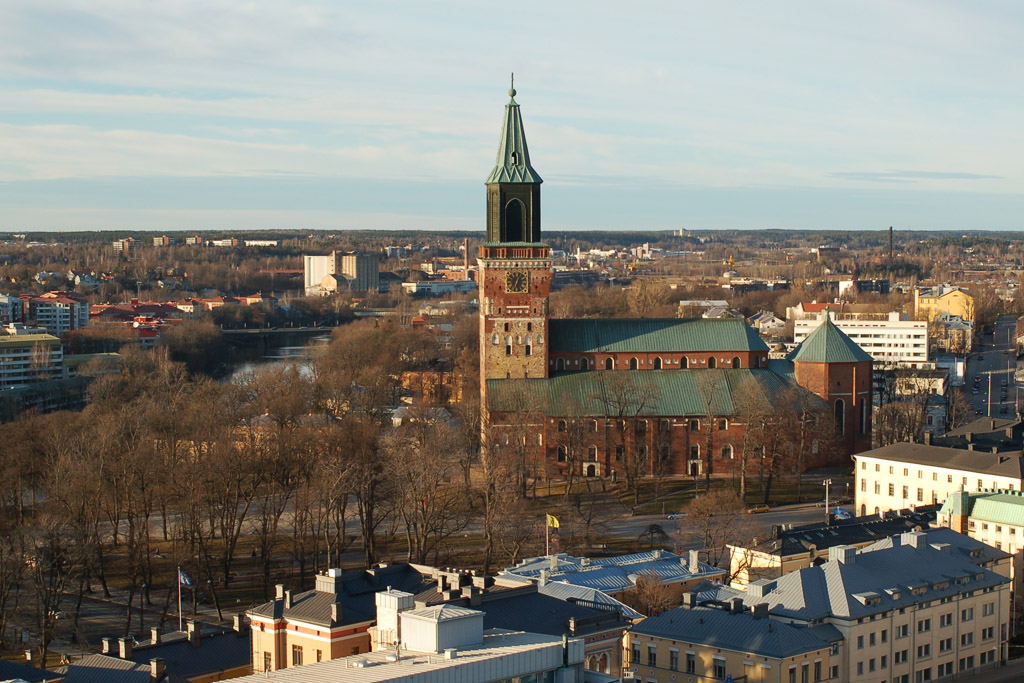
Åbo domkyrka
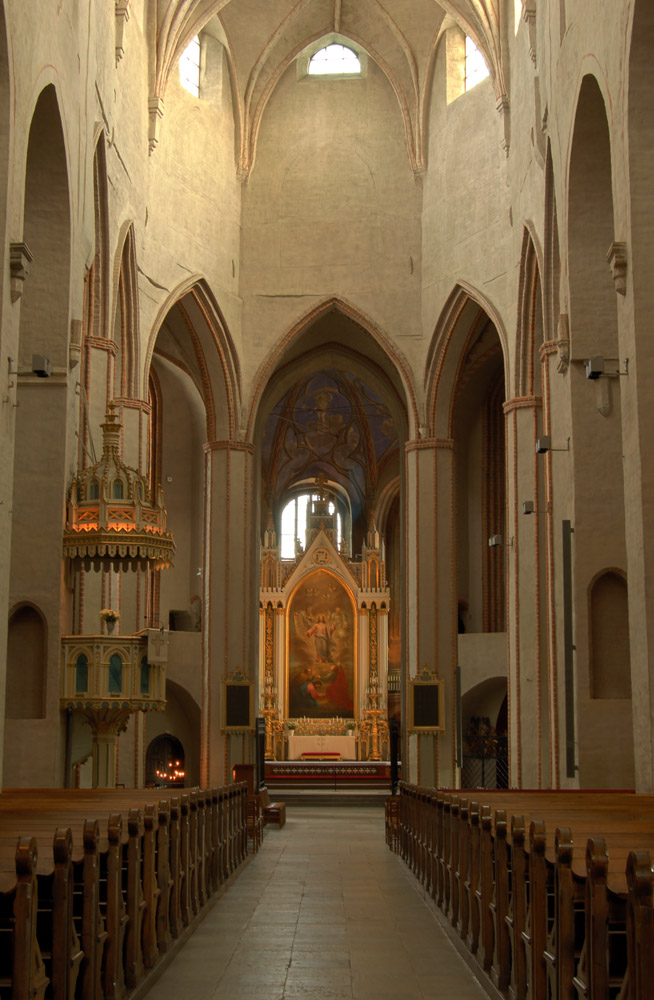
Mittskeppet i Åbo domkyrka
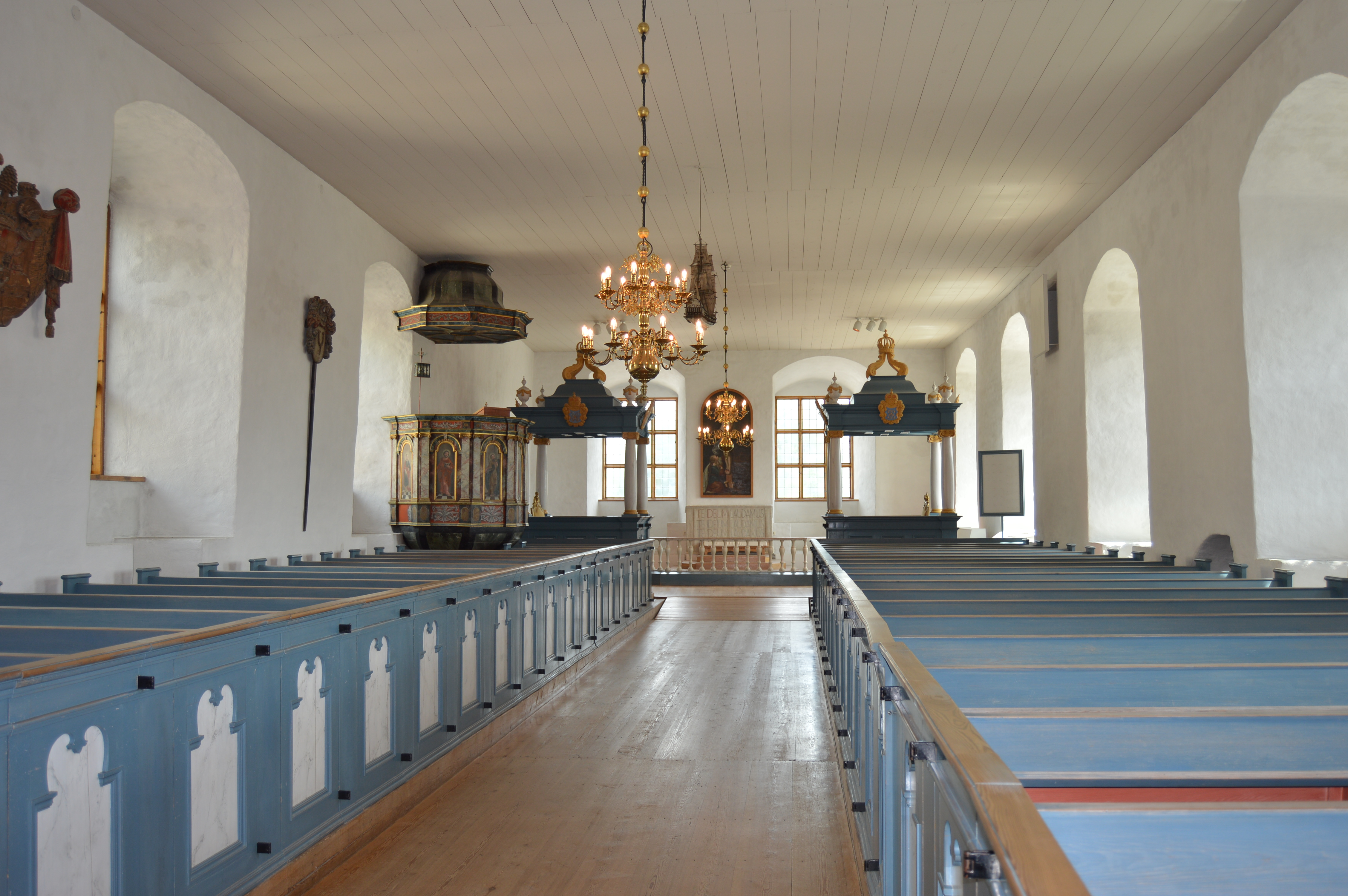
Åbo slottskyrka
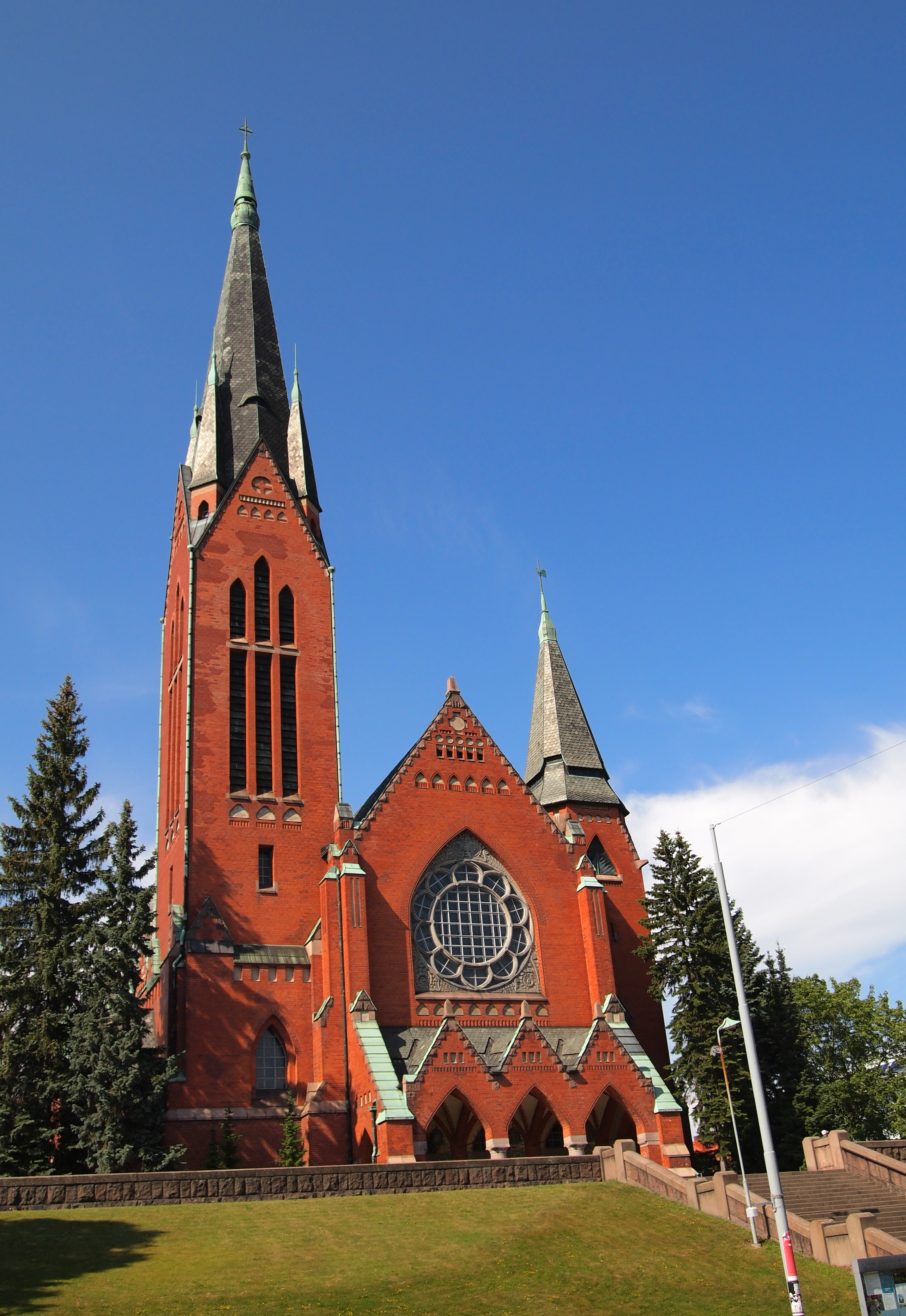
S:t Mikaels kyrka i Åbo 1904
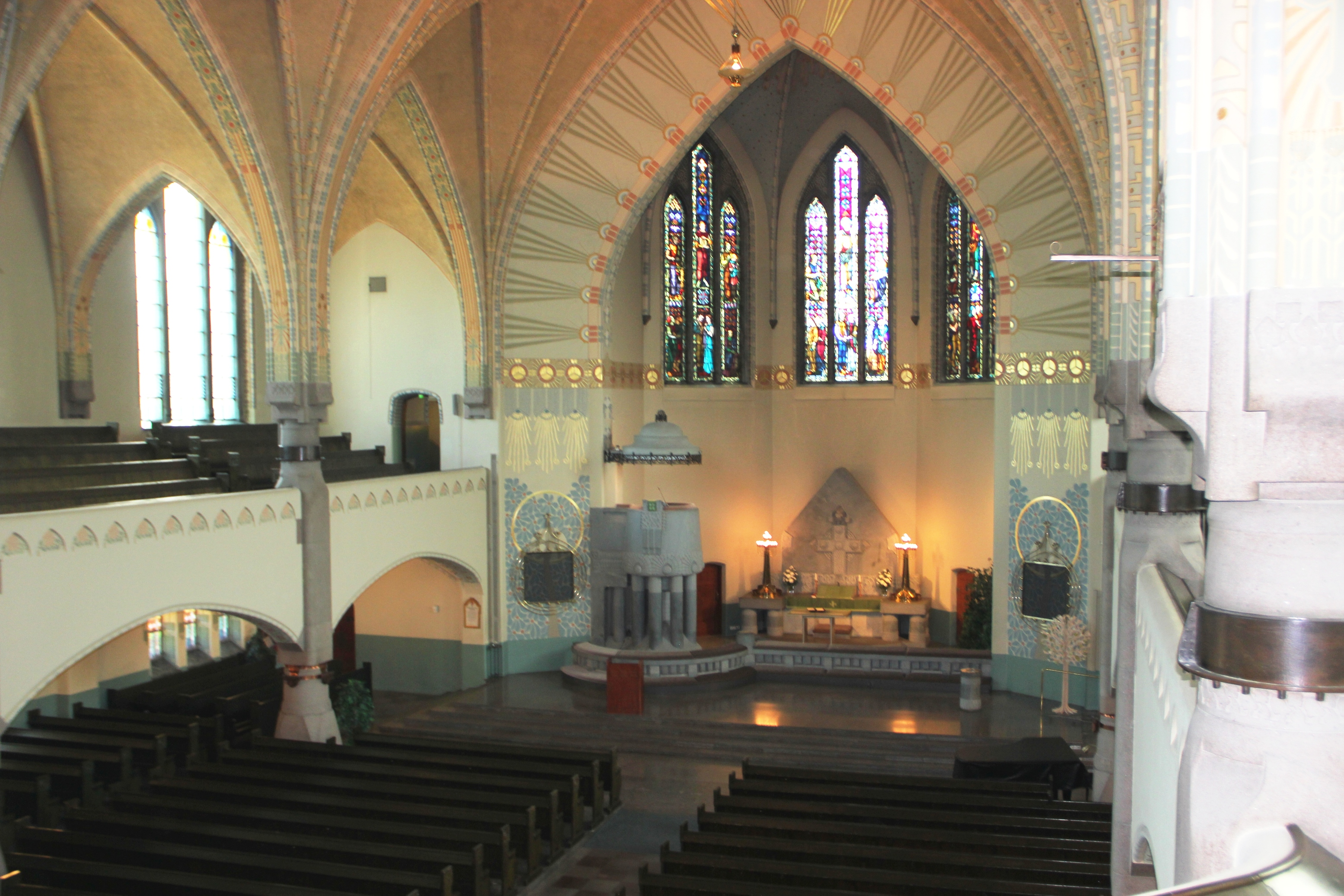
Mikaelskyrkans interiör